# Lucius Aelius Lamia (Legat)
Lucius Aelius Lamia (* 1. Jahrhundert v. Chr.) war ein römischer Feldherr und Legatus pro praetore des Augustus im Kantabrischen Krieg.
Nachdem Augustus aus Spanien abgereist war, erhoben sich die Kantabrer und Asturer erneut. Ein verräterisches Getreideangebot gab Lamia den Grund, rücksichtslos gegen die Aufständischen vorzugehen, indem er deren Felder niederbrennen, befestigte Plätze schleifen und aufgegriffenen Aufrührern die Hände abhacken ließ. Die Aufstand und die Niederschlagung dürften zwischen 22 und 24 v. Chr. stattgefunden haben.
Zudem nennen die Karieten und Vennenser ihn patronus.
Der Name ist eindeutig nur aus einer Inschrift bekannt. Cassiodorus nennt ihn Lucius Lamia und Cassius Dio verbessert ihn irrtümlich zu Lucius Aemlius.